# Aïn Berda
Aïn Berda (în arabă عين بوردة) este o comună din provincia Annaba, Algeria.
Populația comunei este de 20.611 locuitori (2008).